# Lurago d’Erba
Lurago d’Erba (lombardul: Luràgh d'Erba) település Olaszországban, Lombardia régióban, Como megyében. Lakosainak száma 5421 fő (2023. január 1.). Lurago d’Erba Alzate Brianza, Inverigo, Lambrugo, Merone, Monguzzo és Anzano del Parco községekkel határos.

## Népesség
A település lakossága az elmúlt években az alábbi módon változott:
| Lakosok száma | 5381 | 5383 | 5421 |
|               | 2017 | 2018 | 2023 |